# Método comparativo

Mapa linguístico representando um modelo de árvore das línguas românicas com base no método comparativo. A árvore genealógica foi representada aqui como um diagrama de Euler sem sobreposição de subáreas. O modelo de onda permite sobreposição de regiões.

Em linguística, o método comparativo é uma técnica para estudar o desenvolvimento de línguas, realizando uma comparação de característica por característica de duas ou mais línguas com ancestralidade comum a partir de um ancestral compartilhado, e depois extrapolando para inferir as propriedades desse ancestral. O método comparativo pode ser contrastado com o método de reconstrução interna, no qual o desenvolvimento interno de uma única língua é inferido pela análise de características dentro dessa língua. Geralmente, ambos os métodos são usados em conjunto para reconstruir fases pré-históricas das línguas, preencher lacunas no registro histórico de uma língua, descobrir o desenvolvimento de sistemas fonológicos, morfológicos e outros sistemas linguísticos, e confirmar ou refutar relações hipotéticas entre línguas.
O método comparativo surgiu no início do século XIX com o nascimento dos Estudos Indo-Europeus, e posteriormente adotou uma abordagem científica definitiva com as obras dos Neogramáticos no final do século XIX e início do século XX. Contribuições importantes foram feitas pelos estudiosos dinamarqueses Rasmus Rask (1787–1832) e Karl Verner (1846–1896), e pelo estudioso alemão Jacob Grimm (1785–1863). O primeiro linguista a oferecer formas reconstruídas de uma proto-língua foi August Schleicher (1821–1868) em seu Compendium der vergleichenden Grammatik der indogermanischen Sprachen, originalmente publicado em 1861. Aqui está a explicação de Schleicher sobre por que ele ofereceu formas reconstruídas:
No presente trabalho, é feita uma tentativa de apresentar a língua protoindo-europeia inferida lado a lado com suas línguas derivadas realmente existentes. Além das vantagens oferecidas por tal plano, ao apresentar imediatamente diante dos olhos do estudante os resultados finais da investigação de uma forma mais concreta, tornando assim mais fácil sua compreensão da natureza de línguas indo-europeias específicas, há, penso eu, outra de não menos importância obtida por ele, a saber, que mostra a falta de fundamento da suposição de que as línguas indo-europeias não indianas foram derivadas do antigo indiano (sânscrito).

## Definição

### Princípios
O objetivo do método comparativo é destacar e interpretar correspondências sistemáticas fonológicas e semânticas entre duas ou mais línguas atestadas. Se essas correspondências não puderem ser explicadas racionalmente como resultado de universais linguísticos ou contato linguístico (empréstimos, influência areal, etc.), e se forem suficientemente numerosas, regulares e sistemáticas a ponto de não poderem ser descartadas como falso cognato, então deve-se presumir que descendem de uma única língua ancestral chamada 'proto-língua'.
Uma sequência de mudança sonoras regulares (juntamente com suas leis sonoras subjacentes) pode então ser postulada para explicar as correspondências entre as formas atestadas, o que eventualmente permite a reconstrução linguística de uma proto-língua pela comparação metódica de "fatos linguísticos" dentro de um sistema generalizado de correspondências.

Cada fato linguístico faz parte de um todo em que tudo está conectado a tudo o mais. Um detalhe não deve ser vinculado a outro detalhe, mas sim um sistema linguístico a outro. 1966 [1925], pp. 12–13.
A relação é considerada "estabelecida além de qualquer dúvida razoável" se uma reconstrução do ancestral comum for viável.

A prova final de relação genética, e para muitos linguistas a única prova real, está em uma reconstrução bem-sucedida das formas ancestrais a partir das quais os cognatos semanticamente correspondentes podem ser derivados. 1991, p. 567.
 Em alguns casos, essa reconstrução pode ser apenas parcial, geralmente porque as línguas comparadas são pouco atestadas, a distância temporal entre elas e sua proto-língua é muito profunda, ou sua evolução interna torna muitas das leis sonoras obscuras para os pesquisadores. Nesse caso, uma relação é considerada plausível, mas incerta.

### Terminologia
Descendência é definida como transmissão através das gerações: as crianças aprendem uma língua da geração dos pais e, após serem influenciadas pelos colegas, a transmitem para a próxima geração, e assim por diante. Por exemplo, uma cadeia contínua de falantes ao longo dos séculos conecta o latim vulgar a todos os seus descendentes modernos.
Duas línguas são consideradas relacionadas geneticamente se descendem da mesma protolíngua. Por exemplo, italiano e francês derivam ambos do latim e, portanto, pertencem à mesma família, as línguas românicas. Ter uma grande porção de vocabulário de uma origem específica não é suficiente para estabelecer a relação; por exemplo, a intensa adoção de palavras do árabe para o persa fez com que mais do vocabulário do persa moderno fosse do árabe do que do ancestral direto do persa, o proto-indo-iraniano, mas o persa permanece um membro da família indo-iraniana e não é considerado "relacionado" ao árabe.
No entanto, é possível que línguas tenham diferentes graus de parentesco. Inglês, por exemplo, está relacionado tanto ao alemão quanto à russa, mas está mais intimamente relacionado ao primeiro do que ao último. Embora as três línguas compartilhem um ancestral comum, o proto-indo-europeu, inglês e alemão também compartilham um ancestral comum mais recente, o proto-germânico, mas o russo não. Portanto, inglês e alemão são considerados pertencer a um subgrupo do indo-europeu ao qual o russo não pertence, as línguas germânicas.
A divisão de línguas relacionadas em subgrupos é realizada encontrando inovações linguísticas compartilhadas que as diferenciam da língua ancestral. Por exemplo, inglês e alemão exibem os efeitos de uma coleção de mudanças sonoras conhecidas como Lei de Grimm, da qual o russo não foi afetado. O fato de inglês e alemão compartilharem essa inovação é visto como evidência de um ancestral comum mais recente entre inglês e alemão, uma vez que a inovação ocorreu de fato dentro desse ancestral comum, antes que inglês e alemão se tornassem línguas separadas. Por outro lado, retenções compartilhadas da língua ancestral não são evidência suficiente de um subgrupo. Por exemplo, alemão e russo retêm ambos do proto-indo-europeu uma distinção entre o caso dativo e o caso acusativo, que o inglês perdeu. No entanto, essa semelhança entre alemão e russo não é evidência de que o alemão está mais intimamente relacionado ao russo do que ao inglês, mas significa apenas que a inovação em questão, a perda da distinção acusativo/dativo, aconteceu mais recentemente no inglês do que a divergência do inglês do alemão.

## Origem e desenvolvimento
Na Antiguidade, os romanos tinham consciência das semelhanças entre o grego e o latim, mas não os estudavam sistematicamente. Às vezes, explicavam-nas mitologicamente, como resultado de Roma ser uma colônia grega que falava um dialeto degenerado.
Mesmo que os gramáticos da Antiguidade tivessem acesso a outras línguas ao seu redor (osco, umbro, etrusco, gaulesa, egípcio, parta...), mostravam pouco interesse em compará-las, estudá-las ou simplesmente documentá-las. A comparação entre línguas realmente começou após a Antiguidade.

### Obras iniciais
No século IX ou X d.C., Yehuda Ibn Quraysh comparou a fonologia e a morfologia do hebraico, aramaico e árabe, mas atribuiu a semelhança à história bíblica da Torre de Babel, com Abraão, Isaac e José retendo a língua de Adão, enquanto outras línguas, em diversos graus, se distanciavam do hebraico original.

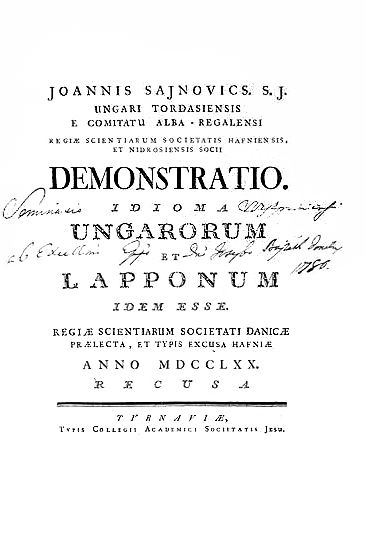
Página de título da obra de Sajnovic de 1770.

Em publicações de 1647 e 1654, Marcus van Boxhorn descreveu pela primeira vez uma metodologia rigorosa para comparações históricas linguísticas e propôs a existência de uma proto-língua indo-europeia, que ele chamou de "cítica", não relacionada ao hebraico, mas ancestral ao germânico, grego, românico, persa, sânscrito, eslavo, celta e báltico. A teoria cítica foi desenvolvida ainda mais por Andreas Jäger (1686) e William Wotton (1713), que fizeram incursões iniciais na reconstrução da língua comum primitiva. Em 1710 e 1723, Lambert ten Kate formulou pela primeira vez a regularidade das leis fonéticas, introduzindo, entre outras coisas, o termo vogal raiz.
Outra tentativa sistemática inicial de provar a relação entre duas línguas com base na semelhança da gramática e do léxico foi feita pelo húngaro János Sajnovics em 1770, quando ele tentou demonstrar a relação entre as línguas sami e húngara. Esse trabalho foi posteriormente estendido a todas as línguas fino-úgricas em 1799 por seu compatriota Samuel Gyarmathi. No entanto, a origem da moderna linguística histórica é frequentemente rastreada até Sir William Jones, um filólogo inglês que vivia na Índia, que em 1786 fez sua famosa observação:
"A língua sânscrita, seja qual for a sua antiguidade, possui uma estrutura maravilhosa; mais perfeita que o grego antigo, mais copiosa que o latim, e mais refinada que ambos, contudo, mantendo uma afinidade mais forte com ambos, tanto nas raízes dos verbos quanto nas formas gramaticais, do que poderia ter sido produzido por acaso; tão forte, de fato, que nenhum filólogo poderia examinar as três, sem acreditar que tenham surgido de alguma fonte comum, que talvez não exista mais. Existe uma razão semelhante, embora não tão forte, para supor que tanto o gótico quanto o céltico, embora mesclados com um idioma muito diferente, tinham a mesma origem que o sânscrito; e o antigo persa poderia ser adicionado à mesma família."

### Linguística comparativa
O método comparativo desenvolveu-se a partir de tentativas de reconstruir a proto-língua mencionada por Jones, posteriormente rotulada como Proto-Indo-Europeia (PIE). A primeira comparação profissional entre as línguas indo-europeias conhecidas na época foi feita pelo linguista alemão Franz Bopp em 1816. Ele não tentou uma reconstrução, mas demonstrou que o grego, o latim e o sânscrito compartilhavam uma estrutura comum e um léxico comum. Em 1808, Friedrich Schlegel afirmou pela primeira vez a importância de usar a forma mais antiga possível de uma língua ao tentar provar suas relações. Em 1818, Rasmus Christian Rask desenvolveu o princípio de mudanças sonoras regulares para explicar suas observações de semelhanças entre palavras individuais nas línguas germânicas e seus cognatos em grego e latim. Jacob Grimm, mais conhecido por seus "Contos de Grimm", utilizou o método comparativo em Deutsche Grammatik (publicado de 1819 a 1837 em quatro volumes), que tentou mostrar o desenvolvimento das línguas germânicas a partir de uma origem comum, sendo o primeiro estudo sistemático de mudanças linguísticas diacrônicas.
Tanto Rask quanto Grimm foram incapazes de explicar exceções aparentes às leis sonoras que haviam descoberto. Embora Hermann Grassmann tenha explicado uma das anomalias com a publicação da "lei de Grassmann" em 1862, Karl Verner fez uma descoberta metodológica em 1875, identificando um padrão agora conhecido como "lei de Verner", a primeira lei sonora baseada em evidências comparativas mostrando que uma mudança fonológica em um fonema poderia depender de outros fatores dentro da mesma palavra (como fonemas vizinhos e a posição do acento), agora chamados de "ambientes condicionantes".

### Abordagem neogramática
Descobertas semelhantes feitas pelos Junggrammatiker (geralmente traduzidos como "Neogramáticos") na Universidade de Leipzig no final do século XIX levaram à conclusão de que todas as mudanças sonoras eram, em última instância, regulares, resultando na famosa declaração de Karl Brugmann e Hermann Osthoff em 1878 de que "as leis sonoras não têm exceções". Essa ideia é fundamental para o método comparativo moderno, pois assume necessariamente correspondências regulares entre sons em línguas relacionadas e, portanto, mudanças sonoras regulares a partir da proto-língua. A hipótese neogramática levou à aplicação do método comparativo para reconstruir o ProtoIndo Europeu, uma vez que o Indo-Europeu era, na época, de longe a família de línguas mais estudada. Linguistas que trabalhavam com outras famílias logo seguiram o exemplo, e o método comparativo rapidamente se tornou o método estabelecido para descobrir relações linguísticas.

## Aplicação
Não há um conjunto fixo de passos a serem seguidos na aplicação do método comparativo, mas alguns passos são sugeridos por Lyle Campbell e Terry Crowley, ambos autores de textos introdutórios em linguística histórica. Este resumo abreviado é baseado em seus conceitos sobre como proceder.

### Passo 1, reunir listas potenciais de cognatos
Este passo envolve fazer listas de palavras que provavelmente são cognatas entre as línguas sendo comparadas. Se houver uma correspondência regular recorrente entre a estrutura fonética de palavras básicas com significados semelhantes, é provável que uma parentesco genético possa ser estabelecido. Por exemplo, linguistas que estudam a família polinésia podem criar uma lista semelhante à seguinte (a lista real seria muito mais longa):
| Glossário   | um    | dois | três  | quatro | cinco | homem  | mar  | tabu | polvo | canoa | entrada |
| ----------- | ----- | ---- | ----- | ------ | ----- | ------ | ---- | ---- | ----- | ----- | ------- |
| Tongano     | taha  | ua   | tolu  | fā     | nima  | taŋata | tahi | tapu | feke  | vaka  | hū      |
| Samoano     | tasi  | lua  | tolu  | fā     | lima  | taŋata | tai  | tapu | feʔe  | vaʔa  | ulu     |
| Māori       | tahi  | rua  | toru  | ɸā     | rima  | taŋata | tai  | tapu | ɸeke  | waka  | uru     |
| Rapanui     | -tahi | -rua | -toru | -ha    | -rima | taŋata | tai  | tapu | heke  | vaka  | uru     |
| Rarotongano | taʔi  | rua  | toru  | ʔā     | rima  | taŋata | tai  | tapu | ʔeke  | vaka  | uru     |
| Havaíano    | kahi  | lua  | kolu  | hā     | lima  | kanaka | kai  | kapu | heʔe  | waʔa  | ulu     |

Empréstimos ou falso cognatos podem distorcer ou obscurecer os dados corretos. Por exemplo, a palavra inglesa taboo ([tæbu]) é semelhante às seis formas polinésias devido ao empréstimo do tonganês para o inglês, não por uma semelhança genética. Esse problema geralmente pode ser superado usando vocabulário básico, como termos de parentesco, números, partes do corpo e pronomes. No entanto, até mesmo vocabulário básico pode ser às vezes emprestado. O finlandês, por exemplo, emprestou a palavra "mãe", äiti, do Proto-Germânico *aiþį̄ (comparado ao gótico aiþei). O inglês emprestou os pronomes they, them e their(s) do nórdico antigo. O tailandês e várias outras línguas do leste asiático emprestaram seus números do chinês. Um caso extremo é representado pelo pirarrã, uma língua muran da América do Sul, que foi controversamente afirmado ter emprestado todos os seus pronomes do nheengatu.

### Passo 2, estabelecer conjuntos de correspondência
O próximo passo envolve determinar as correspondências sonoras regulares exibidas pelas listas de cognatos potenciais. Por exemplo, nos dados polinésios acima, é evidente que palavras que contêm t na maioria das línguas listadas têm cognatos em havaiano com k na mesma posição. Isso é visível em vários conjuntos de cognatos: as palavras glossadas como um, três, homem e taboo mostram todas a relação. A situação é chamada de "correspondência regular" entre k em havaiano e t nas outras línguas polinésias. Da mesma forma, uma correspondência regular pode ser vista entre havaiano e h de Rapanui, tonganês e f de samoano, maori ɸ e rarotongano ʔ.
A mera semelhança fonética, como entre o inglês day e o latim dies (ambos com o mesmo significado), não tem valor probatório. O d- inicial em inglês não corresponde regularmente a d- latino já que um grande conjunto de cognatos não emprestados em inglês e latim não pode ser montado de maneira que d em inglês corresponda repetida e consistentemente a d em latim no início de uma palavra, e qualquer correspondência esporádica observada ocorre ou por acaso (como no exemplo acima) ou por empréstimo (por exemplo, latim diabolus e inglês devil, ambos originários do grego). No entanto, inglês e latim exibem uma correspondência regular de t- : d- (onde "A : B" significa "A corresponde a B"), como nos seguintes exemplos:
| Inglês | ten   | two | tow  | tongue | tooth |
| Latim  | decem | duo | dūco | dingua | dent- |

Se houver muitos conjuntos de correspondências regulares desse tipo (quanto mais, melhor), uma origem comum se torna praticamente certa, especialmente se algumas das correspondências forem não triviais ou incomuns.

### Passo 3, descobrir quais conjuntos estão em distribuição complementar
Durante o final do século XVIII até o final do século XIX, dois desenvolvimentos importantes melhoraram a eficácia do método.
Primeiro, descobriu-se que muitas mudanças sonoras são condicionadas por um contexto específico. Por exemplo, tanto no grego quanto no Sânscrito, uma consoante oclusiva aspirada evoluía para uma não aspirada, mas apenas se uma segunda aspirada ocorresse mais tarde na mesma palavra; essa é a Lei de Grassmann, primeiro descrita para o Sânscrito pelo gramático sânscrito Pāṇini e promulgada por Hermann Grassmann em 1863.
Segundo, descobriu-se que às vezes as mudanças sonoras ocorriam em contextos que foram posteriormente perdidos. Por exemplo, no sânscrito, velares (sons parecidos com k) foram substituídos por palatais (sons parecidos com ch) sempre que a vogal seguinte era *i ou e. Após essa mudança, todas as instâncias de *e foram substituídas por a. A situação pôde ser reconstruída apenas porque a distribuição original de e e a pôde ser recuperada a partir da evidência de outras Línguas indo-europeias. Por exemplo, o sufixo em Latim que, "e", preserva a vogal original *e que causou a mudança na consoante no sânscrito:
| 1. | *ke | Pré-sânscrito e                                   |
| 2. | *ce | Velars substituídos por palatais antes de *i e *e |
| 3. | ca  | A forma sânscrita atestada: *e se tornou a        |

A Lei de Verner, descoberta por Karl Verner por volta de 1875, fornece um caso semelhante: a sonoridade de consoantes nas línguas germânicas sofreu uma mudança determinada pela posição do antigo acento indo-europeu. Após a mudança, o acento deslocou-se para a posição inicial. Verner resolveu o quebra-cabeça comparando o padrão de sonoridade germânica com os padrões de acento grego e sânscrito.
Essa etapa do método comparativo, portanto, envolve examinar os conjuntos de correspondência descobertos na etapa 2 e ver quais deles se aplicam apenas em determinados contextos. Se dois (ou mais) conjuntos se aplicam em distribuição complementar, pode-se presumir que refletem um único fonema original: "algumas mudanças sonoras, especialmente mudanças sonoras condicionadas, podem resultar em um proto-som sendo associado a mais de um conjunto de correspondência".
Por exemplo, a seguinte lista potencial de cognatos pode ser estabelecida para as línguas românicas, que descendem do latim:
|    | Italiano | Espanhol | Português | Francês | Glossário |
| -- | -------- | -------- | --------- | ------- | --------- |
| 1. | corpo    | cuerpo   | corpo     | corps   | corpo     |
| 2. | crudo    | crudo    | cru       | cru     | cru       |
| 3. | catena   | cadena   | cadeia    | chaîne  | cadeia    |
| 4. | cacciare | cazar    | caçar     | chasser | caçar     |

Eles evidenciam dois conjuntos de correspondência, k : k e k : ʃ:
|    | Italiano | Espanhol | Português | Francês |
| -- | -------- | -------- | --------- | ------- |
| 1. | k        | k        | k         | k       |
| 2. | k        | k        | k         | ʃ       |

Como o francês ʃ ocorre apenas antes de a onde as outras línguas também têm a, e o k francês ocorre em outros lugares, a diferença é causada por ambientes diferentes (o fato de ser antes de a condiciona a mudança), e os conjuntos são complementares. Portanto, pode-se presumir que refletem um único proto-fonema (neste caso, *k, grafado como ⟨c⟩ no latim). As palavras latinas originais são corpus, crudus, catena e captiare, todas com um k inicial. Se mais evidências nesse sentido fossem fornecidas, poderia-se concluir que ocorreu uma alteração do k original devido a um ambiente diferente.
Um caso mais complexo envolve agrupamentos de consoantes no Proto-Algonquiano. O algonquianista Leonard Bloomfield utilizou os reflexos desses agrupamentos em quatro das línguas filhas para reconstruir os seguintes conjuntos de correspondência:
|    | Ojíbua | Meskwaki | Cree | Menominee |
| -- | ------ | -------- | ---- | --------- |
| 1. | kk     | hk       | hk   | hk        |
| 2. | kk     | hk       | sk   | hk        |
| 3. | sk     | hk       | sk   | t͡ʃk       |
| 4. | ʃk     | ʃk       | sk   | sk        |
| 5. | sk     | ʃk       | hk   | hk        |

Embora todos os cinco conjuntos de correspondência se sobreponham em vários lugares, eles não estão em distribuição complementar, e Bloomfield reconheceu que um agrupamento diferente deve ser reconstruído para cada conjunto. Suas reconstruções foram, respectivamente, *hk, *xk, *čk (=[t͡ʃk]), *šk (=[ʃk]) e çk (nesses casos, x e ç são símbolos arbitrários, em vez de tentativas de adivinhar o valor fonético dos proto-fonemas).

### Passo 4, reconstrução de proto-fonemas
A tipologia auxilia na decisão de qual reconstrução melhor se ajusta aos dados. Por exemplo, a sonorização de oclusivas surdas entre vogais é comum, mas a surdez de oclusivas sonoras nesse ambiente é rara. Se uma correspondência -t- : -d- entre vogais for encontrada em duas línguas, o proto-fonema é mais provavelmente *-t-, com um desenvolvimento para a forma sonora na segunda língua. A reconstrução oposta representaria um tipo raro.
No entanto, mudanças sonoras incomuns ocorrem. A palavra protoindo-europeia para dois, por exemplo, é reconstruída como *dwō, refletida no armênio clássico como erku. Vários cognatos demonstram uma mudança regular *dw- → erk- no armênio. Da mesma forma, em Bearlake, um dialeto da língua atabascaniana do slavey, houve uma mudança sonora de *ts proto-atabascano para kʷ em Bearlake. É muito improvável que *dw- tenha mudado diretamente para erk- e *ts para kʷ, mas provavelmente passaram por vários passos intermediários antes de chegarem às formas posteriores. Não é a semelhança fonética que importa para o método comparativo, mas sim as correspondências regulares de som.
Pelo princípio da economia, a reconstrução de um proto-fonema deve exigir o menor número possível de mudanças sonoras para chegar aos reflexos modernos nas línguas descendentes. Por exemplo, as línguas algonquianas exibem o seguinte conjunto de correspondências:
| Ojíbua | Míkmaq | Cree | Munsee | Siksiká | Arapaho |
| ------ | ------ | ---- | ------ | ------- | ------- |
| m      | m      | m    | m      | m       | b       |

A reconstrução mais simples para este conjunto seria *m ou *b. Tanto *m → b quanto *b → m são prováveis. Como m ocorre em cinco das línguas e b em apenas uma delas, se *b for reconstruído, é necessário assumir cinco mudanças separadas de *b → m, mas se *m for reconstruído, é necessário assumir apenas uma mudança de *m → b, sendo assim *m seria mais econômico.
Esse argumento assume que as línguas, exceto o arapaho, são pelo menos parcialmente independentes umas das outras. Se todas formarem um subgrupo comum, o desenvolvimento *b → m teria que ser assumido como ocorrido apenas uma vez.

### Passo 5, examinar o sistema reconstruído tipologicamente
No último passo, o linguista verifica como os proto-fonemas se encaixam nas conhecidas restrições tipológicas. Por exemplo, um sistema hipotético,
| p | t | k |
| b |   |   |
|   | n | ŋ |
|   | l |   |
| - | - | - |

tem apenas uma oclusiva sonora, *b, e embora tenha uma nasal alveolar e uma nasal velar, *n e *ŋ, não há uma nasal bilabial correspondente. No entanto, as línguas geralmente mantêm simetria em seus inventários fonêmicos. Neste caso, um linguista pode tentar investigar as possibilidades de que o que foi reconstruído anteriormente como *b é, na verdade, *m ou que o *n e *ŋ são, na verdade, *d e *g.
Mesmo um sistema simétrico pode ser tipologicamente suspeito. Por exemplo, aqui está o inventário tradicional de oclusivas do protoindo-europeu:
|                 | Labiais | Dentais | Velares | Labiovelares | Palatovelares |
| --------------- | ------- | ------- | ------- | ------------ | ------------- |
| Surda           | p       | t       | k       | kʷ           | kʲ            |
| Sonora          | (b)     | d       | g       | ɡʷ           | ɡʲ            |
| Sonora aspirada | bʱ      | dʱ      | ɡʱ      | ɡʷʱ          | ɡʲʱ           |

Uma antiga fileira de consoantes surdas aspiradas foi removida por falta de evidências suficientes. Desde meados do século XX, diversos linguistas argumentaram que essa fonologia é improvável e que é extremamente improvável uma língua ter uma série de consoantes aspiradas sonoras (voz sussurrada) sem uma série correspondente de consoantes aspiradas surdas.
Thomas Gamkrelidze e Vyacheslav Ivanov propuseram uma solução potencial e argumentaram que as séries tradicionalmente reconstruídas como simplesmente sonoras deveriam ser reconstruídas como glotalizadas: ou como implosivas (ɓ, ɗ, ɠ) ou ejetivas (pʼ, tʼ, kʼ). As séries simplesmente surdas e sonoras aspiradas seriam assim substituídas apenas por surdas e sonoras, com a aspiração sendo uma qualidade não distintiva de ambas. Esse exemplo da aplicação da tipologia linguística à reconstrução linguística ficou conhecido como a teoria glotalica. Ela tem um grande número de defensores, mas não é geralmente aceita.
A reconstrução de proto-sons precede logicamente a reconstrução de morfemas gramaticais (afixos formadores de palavras e terminações flexionais), padrões de declinação e conjugação e assim por diante. A reconstrução completa de uma protolinguagem não registrada é uma tarefa em aberto.

## Complicações

### A linguística histórica
As limitações do método comparativo foram reconhecidas pelos próprios linguistas que o desenvolveram, mas ainda é considerado uma ferramenta valiosa. No caso do indo-europeu, o método parecia ser pelo menos uma validação parcial da busca centenária por uma Ursprache, a língua original. As outras línguas eram presumidas estar ordenadas em uma árvore genealógica, que era o modelo de árvore dos neogramáticos.
Os arqueólogos seguiram o exemplo e tentaram encontrar evidências arqueológicas de uma cultura ou culturas que poderiam ser presumidas ter falado uma protolinguagem, como em Os Arianos: um estudo sobre as origens indo-europeias, de 1926, de Vere Gordon Childe. Childe era um filólogo convertido em arqueólogo. Essas visões culminaram na Siedlungsarchaologie, ou "arqueologia de assentamentos", de Gustaf Kossinna, tornando-se conhecida como "Lei de Kossinna". Kossinna afirmava que as culturas representam grupos étnicos, incluindo suas línguas, mas sua lei foi rejeitada após a Segunda Guerra Mundial. A queda da Lei de Kossinna removeu o quadro temporal e espacial anteriormente aplicado a muitas protolinguagens. Fox conclui:
O Método Comparativo em si não é, de fato, histórico; ele fornece evidências de relações linguísticas às quais podemos dar uma interpretação histórica.... [Nosso aumento do conhecimento sobre os processos históricos envolvidos] provavelmente tornou os linguistas históricos menos propensos a equiparar as idealizações necessárias pelo método com a realidade histórica.... Contanto que mantenhamos [a interpretação dos resultados e o próprio método] separados, o Método Comparativo pode continuar sendo usado na reconstrução de estágios anteriores das línguas.
As protolinguagens podem ser verificadas em muitos casos históricos, como o latim. Embora não mais uma lei, a arqueologia de assentamentos é conhecida por ser essencialmente válida para algumas culturas que se situam entre a história e a pré-história, como a Idade do Ferro Celta (principalmente celta) e a civilização micênica (principalmente grega). Nenhum desses modelos pode ser ou foi completamente rejeitado, mas nenhum é suficiente por si só.

### O princípio neogramático
A base do método comparativo e da linguística comparativa em geral é a premissa fundamental dos neogramáticos de que "leis sonoras não têm exceções". Quando foi inicialmente proposto, os críticos dos neogramáticos propuseram uma posição alternativa resumida pela máxima "cada palavra tem sua própria história". Vários tipos de mudanças realmente alteram palavras de maneiras irregulares. A menos que identificadas, elas podem esconder ou distorcer leis e causar percepções falsas de relacionamento.

#### Empréstimos
Todas as línguas emprestam palavras de outras línguas em vários contextos. Palavras emprestadas imitam a forma da língua doadora, como em kuningas do finlandês, do proto-germânico *kuningaz ('rei'), com possíveis adaptações à fonologia local, como em sakkā do japonês, do inglês soccer. À primeira vista, palavras emprestadas podem induzir o investigador a ver um relacionamento genético, embora possam ser identificadas mais facilmente com informações sobre os estágios históricos tanto da língua doadora quanto da receptora. Inerentemente, palavras que foram emprestadas de uma fonte comum (como o inglês coffee e o basco kafe, ultimamente do árabe qahwah) realmente compartilham um relacionamento genético, embora limitado à história dessa palavra.

#### Difusão areal
O empréstimo em uma escala maior ocorre na difusão areal, quando características são adotadas por línguas contíguas ao longo de uma área geográfica. O empréstimo pode ser fonológico, morfológico ou lexical. Uma proto-língua falsa sobre a área pode ser reconstruída para elas ou pode ser considerada uma terceira língua servindo como fonte de características difundidas.
Várias características areais e outras influências podem convergir para formar um Sprachbund, uma região mais ampla compartilhando características que parecem estar relacionadas, mas são difusionais. Por exemplo, a área linguística do Sudeste Asiático continental, antes de ser reconhecida, sugeria várias classificações falsas de línguas como chinesa, tailandesa e vietnamita.

#### Mutações Aleatórias
Mudanças esporádicas, como inflexões irregulares, composição e abreviação, não seguem nenhuma lei. Por exemplo, as palavras em espanhol palabra ('palavra'), peligro ('perigo') e milagro ('milagre') teriam sido parabla, periglo, miraglo por mudanças sonoras regulares a partir do latim parabŏla, perīcŭlum e mīrācŭlum, mas o r e o l trocaram de lugar por metátese esporádica.

#### Analogia
Analogia é a mudança esporádica de uma característica para se assemelhar a outra característica na mesma língua ou em uma língua diferente. Isso pode afetar uma única palavra ou ser generalizado para toda uma classe de características, como um paradigma verbal. Um exemplo é a palavra russa para nove. A palavra, por mudanças sonoras regulares a partir do Protoeslavo, deveria ser /nʲevʲatʲ/, mas é, na verdade, /dʲevʲatʲ/. Acredita-se que o nʲ- inicial tenha mudado para dʲ- sob a influência da palavra para "dez" em russo, /dʲesʲatʲ/.

#### Aplicação gradual
Aqueles que estudam mudanças linguísticas contemporâneas, como William Labov, reconhecem que mesmo uma mudança sonora sistemática é aplicada inicialmente de maneira inconsistente, com a porcentagem de sua ocorrência na fala de uma pessoa dependendo de vários fatores sociais. A mudança sonora parece se espalhar gradualmente em um processo conhecido como difusão lexical. Embora isso não invalide o axioma dos Neogramáticos de que "as leis sonoras não têm exceções", a aplicação gradual das próprias leis sonoras mostra que elas nem sempre se aplicam a todos os itens lexicais ao mesmo tempo. Hock observa, "Embora provavelmente seja verdade a longo prazo que cada palavra tenha sua própria história, não é justificado concluir, como alguns linguistas fizeram, que, portanto, a posição Neogramática sobre a natureza da mudança linguística é falsificada".

#### Características não-herdadas
O método comparativo não pode recuperar aspectos de uma língua que não foram herdados em suas línguas filhas. Por exemplo, o padrão de declinação latim foi perdido nas línguas românicas, resultando na impossibilidade de reconstruir completamente tal característica por meio de comparação sistemática.

### O Modelo de Árvore
O método comparativo é usado para construir um modelo de árvore (em alemão Stammbaum) da evolução da língua, no qual as línguas filhas são vistas como ramificações do proto-idioma, gradualmente afastando-se mais dele por meio de mudanças fonołógicas, morfossintáticas e lexicais acumuladas.

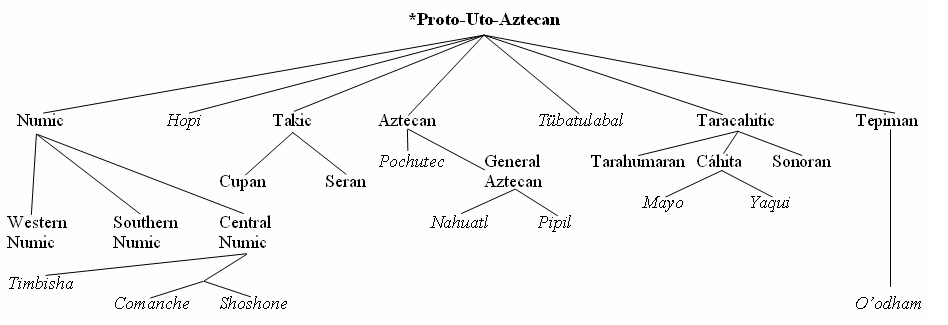
Um exemplo do Modelo de Árvore, usado para representar a família de línguas Uto-Aztecan faladas no sul e oeste dos Estados Unidos e México. As famílias estão em negrito, línguas individuais em itálico. Nem todas as ramificações e línguas são mostradas.

#### A presunção de um nodo bem-definido

O Modelo de Onda foi proposto como uma alternativa ao modelo de árvore para representar a mudança linguística. Neste Diagrama de Venn, cada círculo representa uma "onda" ou isoglossa, a máxima extensão geográfica de uma mudança linguística conforme ela se propagava pela população de falantes. Esses círculos, que representam eventos históricos sucessivos de propagação, geralmente se interceptam. Cada língua na família difere quanto a quais isoglosses ela pertence: quais inovações ela reflete. O modelo de árvore presume que todos os círculos devem ser aninhados e nunca se cruzar, mas estudos em dialetologia e linguística histórica mostram que essa suposição geralmente está errada e sugerem que a abordagem baseada em ondas pode ser mais realista do que o modelo de árvore. Uma família genealógica em que as isoglosses se interceptam é chamada de continuum dialetal ou vínculo.

O modelo de árvore possui nodos que são presumidos ser proto-idiomas distintos existindo independentemente em regiões distintas durante épocas históricas distintas. A reconstrução de proto-idiomas não atestados presta-se a essa ilusão, uma vez que não podem ser verificados, e o linguista é livre para selecionar os tempos e lugares definidos que parecem melhores. Logo no início dos estudos indo-europeus, no entanto, Thomas Young disse:
Não é muito fácil dizer qual deve ser a definição que constituiria uma língua separada, mas parece mais natural chamar de distintas aquelas línguas das quais uma não pode ser entendida por pessoas comuns habituadas a falar a outra.... No entanto, pode permanecer dúvida se os dinamarqueses e os suecos não poderiam, em geral, se entender toleravelmente bem... nem é possível dizer se as vinte maneiras de pronunciar os sons, pertencentes aos caracteres chineses, devem ou não ser consideradas como tantas línguas ou dialetos.... Mas,... as línguas tão estreitamente aliadas devem ficar lado a lado em uma ordem sistémica…
A pressuposição de uniformidade em uma proto-língua, implícita no método comparativo, é problemática. Mesmo comunidades linguísticas pequenas sempre apresentam diferenças em dialetos, seja com base em área, gênero, classe ou outros fatores. A língua pirahã do Brasil é falada por apenas algumas centenas de pessoas, mas possui pelo menos dois dialetos diferentes, um falado pelos homens e outro pelas mulheres. Campbell destaca:
Não é tanto que o método comparativo 'assuma' nenhuma variação; ao invés disso, é simplesmente que não há nada incorporado ao método comparativo que permitiria abordar a variação diretamente.... Essa pressuposição de uniformidade é uma idealização razoável; ela não causa mais danos à compreensão da língua do que, por exemplo, as gramáticas de referência modernas, que se concentram na estrutura geral da língua, geralmente deixando de lado a consideração da variação regional ou social.
Diferentes dialetos, ao evoluírem para línguas separadas, permanecem em contato e se influenciam mutuamente. Mesmo depois de serem consideradas distintas, línguas próximas continuam a se influenciar mutuamente e frequentemente compartilham inovações gramaticais, fonológicas e lexicais. Uma mudança em uma língua de uma família pode se espalhar para línguas vizinhas, e múltiplas ondas de mudança são comunicadas como ondas através de fronteiras linguísticas e dialetais, cada uma com sua própria faixa aleatoriamente delimitada. Se uma língua é dividida em um inventário de características, cada uma com seu próprio tempo e alcance (isoglossas), elas não coincidem todas. A história e a pré-história podem não oferecer um tempo e lugar para uma coincidência distinta, como pode ser o caso do Proto-Itálico, para o qual a proto-língua é apenas um conceito. No entanto, Hock observa:
A descoberta no final do século XIX de que isoglossos podem atravessar fronteiras linguísticas bem estabelecidas inicialmente criou considerável atenção e controvérsia. E tornou-se moda opor uma teoria de ondas a uma teoria de árvores.... Hoje, no entanto, é bastante evidente que os fenômenos referidos por esses dois termos são aspectos complementares da mudança linguística....

#### Subjetividade da reconstrução
A reconstrução de proto-línguas desconhecidas é inerentemente subjetiva. No exemplo do proto-algonquiano acima, a escolha de *m como o fone pai é apenas provável, não certa. É concebível que uma língua proto-algonquiana com *b nessas posições tenha se dividido em dois ramos, um que preservou *b e outro que o mudou para *m em vez disso, e enquanto o primeiro ramo se desenvolveu apenas para o arapaho, o segundo se espalhou mais amplamente e se desenvolveu em todas as outras tribos algonquinas. Também é possível que o ancestral comum mais próximo das línguas algonquinas tenha usado algum outro som, como *p, que eventualmente mutou para *b em um ramo e para *m no outro.
Exemplos de desenvolvimentos surpreendentemente complicados e até circulares de fato são conhecidos por terem ocorrido (como Proto-Indo-Europeu *t > Pré-Proto-Germânico *þ > Proto-Germânico *ð > Proto-Germânico-Ocidental *d > Alto-Alemão Antigo t em fater > Alemão Moderno Vater), mas na ausência de qualquer evidência ou outra razão para postular um desenvolvimento mais complicado, a preferência por uma explicação mais simples é justificada pelo princípio da parcimônia, também conhecido como Navalha de Occam. Como a reconstrução envolve muitas dessas escolhas, alguns linguista preferem ver as características reconstruídas como representações abstratas de correspondências sonoras, em vez de objetos com um tempo e lugar históricos.[carece de fontes?]
A existência de proto-línguas e a validade do método comparativo são verificáveis se a reconstrução puder ser relacionada a uma língua conhecida, que pode ser conhecida apenas como uma sombra nos empréstimos de outra língua. Por exemplo, línguas fino-úgricas como o finlandês têm emprestado muitas palavras de uma fase inicial das germânicas, e a forma dos empréstimos coincide com as formas que foram reconstruídas para o Proto-Germânico. Kuningas e kaunis em finlandês correspondem às reconstruções germânicas *kuningaz e *skauniz (> alemão König 'rei', schön 'bonito').

#### Modelos adicionais
O modelo de ondas foi desenvolvido na década de 1870 como uma alternativa ao modelo de árvore para representar os padrões históricos de diversificação linguística. Tanto as representações baseadas em árvore quanto as baseadas em ondas são compatíveis com o método comparativo.
Por outro lado, algumas abordagens são incompatíveis com o método comparativo, incluindo a controversa glotocronologia e a ainda mais polêmica comparação léxica em massa considerada pela maioria dos linguistas históricos como falha e não confiável.